# Postzegelbestemmingsplan
Postzegelbestemmingsplan is jargon en een ambtenarenterm in de ruimtelijke ordening voor een klein bestemmingsplan. Het wordt een postzegelbestemmingsplan genoemd omdat de omvang van een bestemmingsplan vaak van beperkte omvang is. In de Nederlandse taal wordt een zaak of een oppervlakte vaak met een postzegel vergeleken wanneer deze een geringe omvang c.q. oppervlakte heeft. De uitdrukking "postzegel" is equivalent aan de studentenkamer die met een bezemkast wordt vergeleken. 

## Achtergrond
Voordat men gebruikmaakte van artikel 19 van de oude Wet op de Ruimtelijke Ordening (WRO) om vrijstelling van het bestemmingsplan te verlenen, werden er veel kleine bestemmingsplannen gemaakt, zodat een bouwplan in overeenstemming met het bestemmingsplan kon worden gerealiseerd. De term postzegelbestemmingsplan stamt dan ook uit die tijd. Voordat op 1 juli 2008 de nieuwe Wet ruimtelijke ordening (Wro) in werking trad, hoefde een bestemmingsplan niet direct herzien te worden wanneer een plan niet in overeenstemming was met het bestemmingsplan, maar kon volstaan worden met het verlenen van een vrijstelling ex artikel 19 van de oude Wet op de Ruimtelijke Ordening (WRO). Voor deze vrijstelling was wel een ruimtelijke onderbouwing noodzakelijk.
Op 1 juli 2008 is oude Wet op de Ruimtelijke Ordening (WRO) vervangen door de nieuwe Wet ruimtelijke ordening (Wro). Voor elk plan dat niet in het bestemmingsplan past, mag een projectbesluit worden vastgesteld om het bouwplan toch mogelijk te maken. Één jaar na het het vaststellen van het projectbesluit, moet het bestemmingsplan alsnog herzien worden om het projectbesluit in te passen. De gemeente kan anders geen leges innen. Het projectbesluit heeft er in de praktijk uiteindelijk weer toe geleid dat er voor wordt gekozen om het bestemmingsplan rechtstreeks te herzien. Vooral voor kleinere projecten kiest men dan voor het maken van een postzegelbestemmingsplan.

## Inhoud
Een postzegelbestemmingsplan is een volwaardig wettelijk bindend document. Het verschil met een "gewoon" bestemmingsplan is dat de milieuonderzoeken, die normaal gesproken verplicht zijn, minder relevant zijn geworden omdat de omvang van het plan meestal slechts geringe invloed heeft op de omgeving.
Een bekend aspect is het onderzoek naar luchtkwaliteit: wanneer er bijvoorbeeld 30 nieuwe woningen worden gebouwd in een bestaande wijk, hoeft er meestal geen luchtkwaliteitsonderzoek te worden uitgevoerd, omdat het bouwplan in niet betekenende mate (NIBM) bijdraagt de luchtkwaliteit.